# パリの調香師 しあわせの香りを探して
『パリの調香師 しあわせの香りを探して』（パリのちょうこうし しあわせのかおりをさがして、Les Parfums）は、2019年のフランスのコメディ映画。監督はグレゴリー・マーニュ、出演はエマニュエル・ドゥヴォスとグレゴリー・モンテルなど。パリの香水業界きっての天才女性調香師が、善良な運転手に支えられながら人生の再起に励むさまを描いている。
2019年10月に開催されたサン＝ジャン＝ド＝リュズ国際映画祭で初上映された。

## ストーリー
離婚調停中の職業運転手のギヨームは、共同親権を持ち隔週で娘のレアと暮らすことを望んだが、調停委員と相手の弁護士からワンルームで娘と暮らすことは難しいと指摘される。交通違反の点数が重なり、運転手の仕事を続けることも危うくなった。上司のアルセーヌに頼みこむと、ヴァルベルグという顧客の仕事を振り分けてもらうことができた。
調香師のアンヌ・ヴァルベルグは、ギヨームの運転で仕事先へ向かう車内の匂いで彼が吸っているたばこの銘柄を言い当て、「私を乗せているときは禁煙よ」とギヨームのたばこを投げ捨てた。ホテルに着くと、洗剤の匂いが気になるからとシーツの張り替えを指示。「それは運転手の業務外だ」と断ると、経費のごまかしをばらすと脅し、張り替えを手伝わせた。観光用洞窟の匂いの再現に関する仕事を終え、アンヌのアパルトマンに着き、ギヨームが荷物を下しているとアンヌのハンドバッグがひったくりに狙われた。ギヨームは犯人に飛びかかってバッグを取り返したが、アンヌは「飛びかかるなんてどうかしてる」と非難。ギヨームは憤慨して、「あなたは『お願いします』も『ありがとう』もなく、命令ばかりだ」と言い捨てて荷物を置いて立ち去った。
アルセーヌに仕事がうまくいかなかった言い訳を切り出そうとすると、再びアンヌから指名が入ったと告げられる。いぶかしんでアパルトマンに向かうと、アンヌはギヨームの車ではなくタクシーに荷物を積むよう指示し、「仲直りの仕事よ」と言う。列車に乗り継いでアルザスの仕事先に行くと、皮革のなめし方の不備で不快な匂いのする高級バッグを何とかしてほしいという依頼であった。依頼主の高飛車な態度から相手が切羽詰まっていると感じたギヨームは「倍額なら引き受ける」と交渉を買って出た。調合を行う場でエッセンスを試嗅させたところ、ギヨームにも匂いを嗅ぎわける力があることがわかってきた。アンヌは心を開き、レストランのウェイトレスがつけているディオールの香水『ジャドール』は自分が調合したと明かした。
ギヨームは、娘の10歳の誕生日のプレゼントをアンヌに相談したが、娘の希望通りにして機嫌を取るのではなく、自分が娘に知ってほしいところに連れて行ってはどうかとアドバイス。誕生日当日には元妻には内緒で海へ行き、楽しい一日を過ごした。アンヌとの仕事が順調なことから、会社からの推薦状を得て娘と暮らす部屋を借りるよう準備を進めていた。
ある日、アンヌはエージェントのジャンヌのホームパーティーに招かれた。気後れするアンヌは、車で待機する予定だったギヨームを誘うが、人の多さに気疲れして会場を出てしまう。4年前に、有名ブランドのプロモーションで忙殺されるうちに嗅覚を失い、そのことを隠して仕事を続けたことにより第一線から退いたことをギヨームに打ち明けたのだった。
再び香水を作りたいと願うアンヌであったが、ジャンヌが紹介する次の仕事は工場の排気の悪臭対策だった。現地へ赴いたアンヌは、前夜に飲んだモヒートのせいか再び嗅覚を失っていた。ギヨームに匂いの詳細を聞き、原因が硫化水素とベンズアルデヒドであることを突き止める。帰り道、薬を飲んで助手席で休んでいたアンヌの様子がおかしいことに気付いたギヨームは、時速180Km/hで病院へ向かうが、スピード違反で免許取り消しとなり、運転手の職を失ってしまう。
一方、病院に担ぎ込まれたアンヌは命に別状はなかったものの、しばらく入院することになる。そこに、かねてより治療を依頼していたものの、アンヌが意識的に治療を避けていた嗅覚の専門医バリェステルがギヨームからの連絡でかけつける。こうしてアンヌはようやく自分の病に真正面から向き合い、本格的な治療を受けることを決める。そして調香師として復帰するとの決意を新たにしたアンヌは、ギヨームの助けを得ようと、彼のアルバイト先に現れる。はじめは自分に調香師としての才能はないと断っていたギヨームはアンヌの説得でようやくともに働くことを決める。こうしてギヨームは調香師としての実力を発揮するようになると、ついに2人はディオールに売り込みに行く。

## キャスト
- アンヌ・ヴァルベルグ: エマニュエル・ドゥヴォス - 気難しい調香師。
- ギヨーム・ファーヴル: グレゴリー・モンテル - 冴えない運転手。
- レア・ファーヴル: ゼリー・リクソン（フランス語版） - ギヨームの娘。
- アルセーヌ: ギュスタヴ・ケルヴェン（フランス語版） - ギヨームの上司。
- ジャンヌ: ポリーヌ・ムーレン（フランス語版） - アンヌに仕事を斡旋するエージェント。
- バリェステル先生: セルジ・ロペス

## 製作
本作にはディオールが撮影協力し、エルメスの専属調香師クリスティン・ナーゲルが監修に就いた。

## 評価
フランスでは2020年6月まで新型コロナウイルス対策のため映画館が閉鎖されており、再開初日の先行プレミア上映では好評を博した。7月1日の上映開始時には、フランスでの興行成績1位を記録した。
アロシネによれば、27のメディアによる評価の平均点は5点満点中3.3点である。
Rotten Tomatoesによれば、24件の評論の全てが高評価で、平均点は10点満点中7点となっている。